# Polysiphonia
Polysiphonia és un gènere d'algues vermelles que conté unes 19 espècies a les costes de les Illes Britàniques  i unes 200 espècies a tot el món, incloent Creta a Grècia a l'Antàrtida i Groenlàndia;

## Descripció
Polysiphonia són algues vermelles filamentoses i normalment ben embrancades, algunes espècies arriben a 30 cm de llargada. Senganxen mitjanaçant rizoides o hapteres a la superfície de les roques o a altres algues. Presenten un teixit de tal·lus amb filaments fins embrancats; Polysiphonia elongata  La seva cutícula conté brom.

## Distribució i ecologia
Se n'han trobat espècies a Europa, Austràlia i Nova Zelanda, Amèrica del Nord i Amèrica del Sud, illes del Pacífic, Àfrica del Sud, sud-oest d'Àsia, Japó, Groenlàndia i Antàrtida;
Les espècies són completament marines i creixen sobre les roques, altres algues, musclos i altres animals. Des del litoral mitjà fins a 27 m de fondària; Polysiphonia lanosa creixent damunt Ascophyllum nodosum. 

## Cicle vital
El cicle vital de les algues vermelles té tres fases i en el cas de Polysiphonia consta d'una seqüència de fases tetrasporàngiques, carposporàngies i gametàngiques;

## Espècies[11]
- P. abscissa
- P. abscissoides
- P. acanthina
- P. acuminata
- P. adamsiae
- P. adriatica
- P. amphibolis
- P. anisogona
- P. anomala
- P. arachnoidea
- P. arctica
- P. aterrima
- P. atlantica[1]
- P. atra
- P. atricapilla
- P. australiensis
- P. azorica
- P. bajacali
- P. banyulensis
- P. barbatula
- P. baxteri
- P. beaudettei
- P. beguinotii
- P. bicornis
- P. biformis
- P. bifurcata
- P. binneyi
- P. blandii
- P. boergesenii
- P. boldii
- P. breviarticulata
- P. brevisegmenta
- P. brodiei
- P. caespitosa
- P. callithamnioides
- P. cancellata
- P. capucina
- P. carettia
- P. caspica
- P. castagnei
- P. castelliana
- P. ceramiaeformis
- P. cladorhiza
- P. coacta
- P. codicola
- P. collinsii
- P. confusa
- P. constricta
- P. corymbosa
- P. crassa
- P. crassicollis
- P. crassiuscula
- P. curta
- P. dasyoeformis
- P. daveyae
- P. decipiens
- P. decussata
- P. delicatula
- P. denudata
- P. derbesii
- P. deusta
- P. devoniensis
- P. dichotoma
- P. dotyi
- P. dumosa
- P. echigoensis
- P. echinata
- P. elongata, lobster horns
- P. erythraea
- P. exilis
- P. fernandeziana
- P. fibrata
- P. fibrillosa
- P. figariana
- P. flabelliformis
- P. flabellulata
- P. flexella
- P. flexicaulis
- P. flocculosa
- P. foeniculacea
- P. foetidissima
- P. forfex
- P. fracta
- P. fragilis
- P. fucoides
- P. funebris
- P. furcellata
- P. fuscorubens
- P. gonatophora
- P. gracilis
- P. guadalupensis
- P. guernisacii
- P. hancockii
- P. hapalacantha
- P. haplodasyae
- P. hassleri
- P. havanensis
- P. havaniensis
- P. hemisphaerica
- P. hendryi
- P. herpa
- P. hirta
- P. hochstetteriana
- P. hockstetteriana
- P. homoia
- P. howei
- P. implexa
- P. incompta
- P. indigena
- P. infestans
- P. isogona
- P. japonica
- P. johnstonii
- P. kampsaxii
- P. kappannae
- P. kieliana
- P. kotschyana
- P. kowiensis
- P. lanosa
- P. letestui
- P. macounii
- P. marchantae
- P. masonii
- P. mollis
- P. morrowii
- P. mottei
- P. muelleriana
- P. namibiensis
- P. nathanielii
- P. neglecta
- P. nhatrangense
- P. nhatrangensis
- P. nigra
- P. nigrescens
- P. nizamuddinii
- P. opaca
- P. ornata
- P. orthocarpa
- P. pacifica
- P. paniculata
- P. paradoxa
- P. parthasarathyi
- P. parvula
- P. pentamera
- P. perforans
- P. pernacola
- P. perriniae
- P. platycarpa
- P. plectocarpa
- P. plectrocarpa
- P. polychroma
- P. polyspora
- P. porrecta
- P. propagulifera
- P. pseudovillum
- P. pulvinata
- P. quadrata
- P. ramentacea
- P. requienii
- P. rhododactyla
- P. rhunensis
- P. rigidula
- P. rudis
- P. saccorhiza
- P. sadoensis
- P. sanguinea
- P. scopulorum
- P. senticulosa
- P. sertularioides
- P. setigera
- P. shepherdii
- P. simplex
- P. simulans
- P. sinicola
- P. sonorensis
- P. sparsa
- P. sphaerocarpa
- P. spinosa
- P. stricta
- P. strictissima
- P. stuposa
- P. subtilissima
- P. subulata
- P. subulifera
- P. succulenta
- P. tapinocarpa
- P. teges
- P. tenerrima
- P. tenuistriata
- P. tepida
- P. tokidae
- P. tongatensis
- P. tripinnata
- P. triton
- P. tsudana
- P. tuberosa
- P. tuticorinensis
- P. unguiformis
- P. upolensis
- P. urbana
- P. urbanoides
- P. urceolata
- P. utricularis
- P. virgata
- P. yonakuniensis